# Lee Hyun-woong
Lee Hyun-woong (kor. 이현웅; * 27. April 1988) ist ein südkoreanischer Fußballspieler.

## Karriere
Das Fußballspielen erlernte Lee in der Universitätsmannschaft der Yonsei University in Seoul. Seinen ersten Vertrag unterschrieb er 2010 bei Daejeon Citizen, einem Verein, der in der K League 1 spielte und in Daejeon beheimatet ist. Nach 65 Spielen wechselte er 2013 zum Ligakonkurrenten Suwon Samsung Bluewings nach Suwon. Von 2014 bis 2015 wurde er an den Sangju Sangmu FC aus Sangju ausgeliehen.  Sangju Sangmu FC ist eine sportliche Abteilung des südkoreanischen Militärs. Daher besteht der Kader des Franchises aus jungen professionellen Fußballspielern, welche gerade ihren Militärdienst ableisten. Jedes Jahr kommen ca. 15 neue Spieler zum Franchise und bleiben dort zwei Jahre, bevor sie zurück zu ihren früheren Franchises gehen. Aufgrund des militärischen Status des Franchises ist es ihm nicht erlaubt, ausländische Spieler zu verpflichten. Mitte 2016 ging er nach Thailand. Hier unterschrieb er einen Vertrag beim Erstligisten Super Power Samut Prakan FC. Nach sechs Monaten kehrte er 2017 wieder in seine Heimat zurück und schloss sich dem Gyeongnam FC aus  Changwon an. Die Saison 2017 wurde er nach Anyang zum FC Anyang ausgeliehen. Nachdem sein Vertrag Ende 2018 bei Gyeongnam auslief, ist er seit Anfang 2019 vereinslos.